# The Pyramid (Film)
The Pyramid ist ein dreiteiliger Pornospielfilm des Regisseurs Pierre Woodman aus dem Jahr 1996. Er wurde 1997 bei den Hot d’or als bester europäischer Film (Meilleur Film Européen) ausgezeichnet und gewann zudem in den Kategorien „Bestes Drehbuch“ und „Bestes Cover“.

## Handlung
Die Archäologen William und Elisabeth Reuter sind in Ägypten auf der Suche nach einer Schatzkarte. Als sie finden, was sie suchen, wird das Paar von der Polizei aus den Ruinen gejagt. Es kommt zu einer Verfolgung durch die alten Ruinen, der die beiden nur mit Hilfe einer Kobra entkommen können.
Inzwischen versucht eine blonde amerikanische Touristin eine Reise auf dem Nil zu machen. Ihre Suche nach einem Boot führt sie zu Le Pêcheur. Er zeigt ihr das Boot und die beiden kommen sich näher. Nachdem die Polizisten ihre Verdächtigen verloren haben, beschließen sie einem lokalen Partygirl, Yasmine, einen Besuch abzustatten. Es kommt zu einer Outdoor-Sexszene.
William und Elizabeth wollen ein Boot mieten, was sie in Kontakt mit Jolt bringt. Er erklärt sich bereit, sie zurück nach Kairo zu nehmen, muss aber vorher eine Kleinigkeit essen. Sie begleiten ihn nach Hause, wo seine Frau, Sandra Dark, mit dem Mittagessen wartet. Die beiden erweisen sich als sehr gastfreundlich und erzählen spannende Geschichten von Krokodilen am Nil. Nach dem Essen bieten die Gastgeber ein ganz besonderes Dessert.
Drei Tage später sind William und Elizabeth mit der Karte auf dem Weg durch ein Labyrinth in einer antiken Grabstätte. In dem Grab finden sie eine perfekt erhaltene Frau. Sie öffnet die Augen und setzt sich auf. Statt zu schreien, bleiben William und Elisabeth, um ihre Geschichte zu hören. Vor viertausend Jahren war Tania als Göttin zur Erde geschickt worden, um den Menschen die Liebe beizubringen. Leider wurde sie durch eine eifersüchtige Ehefrau des Pharaos in das Grab eingeschlossen. Der Film zeigt dann in einer Rückblende, wie Tania vor viertausend Jahren von vier Frauen in der Vorbereitung für den Pharao gebadet wird, der sich dann mit ihr vergnügt.
Nun, da sie frei ist, will Tania die Welt und die modernen Wunder sehen. Sie gehen nach Kairo zum Minister der Kultur, um Schutz zu finden. Zwar scheint er ihrer Geschichte gegenüber ein wenig skeptisch, aber ein Blick auf ein wertvolles Stück Goldschmuck überzeugt ihn und er will wissen, wie er helfen kann.

## Wissenswertes
- Der Film wurde mit einem für damalige Verhältnisse sehr hohen Budget von 1,2 Millionen Dollar gedreht.

## Auszeichnungen
- 1997: Hot d’Or – Meilleur Film Européen
- 1997: Hot d’Or – Meilleur Scénario Original
- 1997: Hot d’Or – Meilleure Jaquette
- 1997: Hot d’Or – Meilleure Vente